# Brits PGA Kampioenschap 2015
Het BMW PGA Championship is een golftoernooi dat deel uitmaakt van de Europese PGA Tour. Van 19 tot en met 22 mei 2015 vond de 61e editie plaats. Het toernooi wordt sinds 1955 jaarlijks in Engeland gehouden en sinds 1984 op de beroemde West-baan van The Wentworth Club gespeeld. Het is na de Majors het belangrijkste evenement in Europa voor golfprofessionals. Het toernooi werd gewonnen door Byeong-hun An.

## Verslag
Vier spelers maakten een hole-in-one: Andrew Johnston op hole 10 (ronde 1), Miguel Jiménez op hole 2 (ronde 2), Trevor Fisher Jr op hole 2 en Chris Wood op hole 14 ( beiden ronde 4). Tommy Fleetwood maakte tijdens ronde 3 een albatros op hole 4 (een par 5 waarop hij een 2 scoorde).
Molinari stond vanaf ronde 1 aan de leiding, maar moest deze zaterdag delen met Ben An. Tijdens de laatste ronde vormden Ben An en Molinari de laatste partij. Molinari maakte vijf bogeys en zakte weg. An was een van de vier spelers die met een score van -6 binnenkwam, hetgeen ruimschoots voldoende was om te winnen.
| Naam                 | R2D | WR  | Ronde 1 | Ronde 1 | Nr  | Ronde 2 | Ronde 2 | Ronde 2 | Nr  | Ronde 3 | Ronde 3 | Ronde 3 | Nr  | Ronde 4 | Ronde 4 | Ronde 4 | Nr  |
| -------------------- | --- | --- | ------- | ------- | --- | ------- | ------- | ------- | --- | ------- | ------- | ------- | --- | ------- | ------- | ------- | --- |
| Byeong-hun An        | 37  | 132 | 71      | -1      | T23 | 64      | -8      | -9      | 2   | 67      | -5      | -14     | T1  | 65      | -7      | -21     | 1   |
| Thongchai Jaidee     | 20  | 132 | 70      | -2      | T14 | 66      | -6      | -8      | T3  | 68      | -4      | -12     | 3   | 69      | -3      | -15     | T2  |
| Miguel Ángel Jiménez | 22  | 69  | 68      | -4      | T3  | 70      | -2      | -6      | T6  | 68      | -4      | -10     | T5  | 67      | -5      | -15     | T2  |
| Chris Wood           | 95  | 192 | 68      | -4      | T3  | 73      | +1      | -3      | T19 | 68      | -4      | -7      | T9  | 66      | -6      | -13     | 4   |
| Francesco Molinari   | 52  | 66  | 65      | -7      | 1   | 69      | -3      | -10     | 1   | 68      | -4      | -14     | T1  | 74      | +2      | -12     | 5   |
| Tommy Fleetwood      | 12  | 54  | 69      | -3      | T8  | 71      | -1      | -4      | T16 | 65      | -7      | -11     | 4   | 72      | par     | -11     | T6  |
| Joost Luiten         | 53  | 47  | 72      | par     | T38 | 67      | -5      | -5      | T8  | 74      | +2      | -3      | T26 | 67      | -5      | -8      | T11 |
| Nicolas Colsaerts    | 118 | 185 | 69      | -3      | T8  | 73      | +1      | -2      | T25 | 70      | -2      | -4      | T22 | 71      | -1      | -5      | T22 |
| Emiliano Grillo      | 25  | 85  | 71      | -1      | T23 | 65      | -7      | -8      | T3  | 78      | +6      | -2      | T35 | 72      | par     | -2      | T38 |
| Thomas Pieters       | 43  | 195 | 72      | par     | T38 | 80      | +8      | +8      | MC  |         |         |         |     |         |         |         |     |

| Leider |  | Toernooirecord |  | MC = missed cut = cut gemist |